# Palácio de Ondina
O Palácio de Ondina é a residência oficial do governador da Bahia desde 1967. Antes, a residência dos governadores era o Palácio da Aclamação, porém este se situava no centro da cidade do Salvador, com um tráfego intenso e não oferecendo muita segurança.
No início da década de 1940, o governador Landulfo Alves assinou a aquisição de um casarão no Alto de Ondina e, em 1967, o governador da época, Antônio Lomanto Júnior, achou por bem transferir para a antiga residência do administrador do Campo de Experiências Botânicas, no bairro de Ondina.